# Павел Флоренски
Отец Павел Флоренски (на руски: Па́вел Флоре́нский) е сред най-големите и колоритни руски мислители, личност с разностранни интереси и дълбоки познания в областта на богословието, философията, математиката, музиката, филологията, електротехниката, изкуствознанието и др.

## Биография
Павел Флоренски завършва Физико-математическия факултет на Московския университет „Ломоносов“ и Московската духовна академия, където по-късно чете лекции по история на философията. През 1911 г. приема свещенически сан.
След болшевишката революция заема ръководна длъжност в „Главэлектро“, където се занимава с изследване на електрическите полета и диелектриците. През 1921 г. е избран за професор във ВХУТЕМАС, където чете лекционния курс „Анализ на пространството в художествените произведения“. През 1933 г. е арестуван и осъден на 10 години затвор. Разстрелян в Соловецкия лагер на 8 декември 1937 г. Посмъртно е реабилитиран през 1958.

## Идеи и творчество
Под влияние на платонизма и древногръцката философия Флоренски си поставя за цел максимално да сближи елинската и християнската философска традиции. В неговата метафизика, основана на новия метод на феноменологията, символизма и семиотиката заемат важно място. Флоренски се стреми да открие първични символи, основни за духовно материалното култура, от които са изградени различни сфери на реалността и които са отразени в различни области на културата. Със своите философски рефлексии върху символа, Флоренски се доближава до обща теория на знаковите системи и е един от предшествениците на структурния и системен подход в науката.
Най-известните му съчинения са „Иконостас“, „Обратната перспектива“, „Очерци по философия на култа“, „При водоразделите на мисълта“, „Смисълът на идеализма“ и „Стълб и крепило на истината“.